# Gradesjnitsa
Gradesjnitsa (bulgariska: Градешница) är en ort i Bulgarien.   Den ligger i kommunen Obsjtina Krivodol och regionen Vratsa, i den nordvästra delen av landet, 90 km norr om huvudstaden Sofia. Gradesjnitsa ligger 167 meter över havet och antalet invånare är 655.
Terrängen runt Gradesjnitsa är platt, och sluttar norrut. Runt Gradesjnitsa är det ganska glesbefolkat, med 45 invånare per kvadratkilometer.. Närmaste större samhälle är Bojtjinovtsi, 11,9 km väster om Gradesjnitsa.
Trakten runt Gradesjnitsa består till största delen av jordbruksmark.